# Jean Petré
Jean Petré est un maître écrivain français, actif au milieu du XVIIe siècle.

## Biographie
Né vers 1610, il est reçu en 1632 dans la Communauté des maîtres écrivains jurés de Paris. En 1647, il était maître d'écriture du fils de Nicolas Bailleul, Surintendant des finances, à qui il dédie un recueil d'exemples cette année-là. Il a été syndic de sa Communauté (avant 1656), et secrétaire ordinaire de la Chambre du roi. Il est cité en 1664 et 1664 dans la liste des maîtres écrivains de la Communauté des maîtres écrivains jurés de Paris devant élire un nouveau syndic, et dans un factum en 1670.
Son portrait a été gravé par Robert Nanteuil quand il avait 37 ans (1647) ; un autre l'a été par Jean-Baptiste Brebes en 1675.
On trouve un Jean Petré, maître écrivain à Verdun en 1664, mari de Marie Jardinier.

## Œuvres gravées
- Les Exemplaires de l'art d'escriture, dédiés à Monseigneur de Bailleul, gravés par Robert Cordier, d'Abbeville. Paris : l'auteur, 1647. 4° obl. Ouvrage réémis la même année sous le titre : Traité de l'art d'escriture, avec les exemples de tous les differents caracteres, qui se pratiquent en ce royaume. Dedié à Monseigneur de Bailleul.... Paris : l'auteur, 1647. Cambridge (MA) HUL. Becker 1997 n° 78.
- Le Second livre d'escriture italienne bastarde à présent en usage, dédié à Monsieur Bonneau, Seigneur du Plessis. Paris : 1647. 4° obl., pl. gravées par Robert Cordier. Cité par Mediavilla.
- Les Exemples de l'art d'escriture de finance, & italienne bastarde, de l'invention & de la main de Petré, Me escrivain juré à Paris. Dédiées à Monseigneur de Bailleul... Paris : l'auteur, 1647. 4° obl., 17 pl. (Cambridge (MA) HUL, Chicago NL, Paris BNF, Paris BHVP). Cat. Jammes n° 21, Becker 1997 n° 79.
- Les Originaux de la belle escriture en toutes les manières qu'elles se doit pratiquer, de l'invention du Sr Petré secrétaire ordinaire de la chambre du roi et Me escrivain juré à Paris. Dediés à Monseigneur le marquis de La Vieuville.... Paris : l’auteur, 1653. Cambridge (MA) HUL. Becker 1997 n° 80.
- Nouveau livre d'ecriture, financière, italienne et bâtarde presentement en usage dans ce royaume. Paris : Jacques Chiquet, c. 1652. 20 pl. (Chicago NL, Cambridge (MA) HUL). Becker 1997 n° 81.
- Nouveau livre d'écriture contenant une nouvelle metode pour apprendre à bien écrire. Paris : Jacques Chiquet, c. 1650. 4° obl., 11 pl. (Lyon INRP).
- Le Second livre d'escriture de finance à présent en usage, dédié à Monsieur Marin, Conseiller d'Estat..., intendant des finances. Paris : 1680. Cité par Mediavilla. C'est probablement la réémission tardive d'un ouvrage paru vers 1657, certaines planches portant cette date.
- [Recueil d'exemples gravés sans titre] Petré in[vent]or fecit, Paris, Nicolas Langlois [c. 1670 ?] (Basel : Gewerbemusem, dans le recueil Senault).